# Étienne de Courcelles
Étienne de Courcelles (Latim: Stephanus Curcellaeus) (Genebra 2 de maio de 1586 - Amsterdã 20 de maio de 1659) foi um arminiano  estudioso do grego e tradutor.
Ele começou a estudar em 1609, em Zurique, e depois tronou-se um pastor protestante francês de Amiens, tradutor de Grotius, e sucessor de Simão Episcópio no Seminário Remonstrante em Amsterdã. Ele é creditado com a introdução ao cartesianismo em círculos arminianos holandeses. Courcelles era um amigo pessoal de Descartes, e traduziu Discours de la méthode e Les méteores para o latim, mas ele foi apenas superficialmente influenciado por Descartes.

## Obras
- Novum Testamentum (Greek New Testament) 1658, 909 páginas.
- Specimina philosophiae (1644) - traduções latinas de Descartes Discours de la méthode e Les méteores

Os arminianos se esforçaram sempre que podiam para conciliar os sistemas filosóficos de sua época. Isto resultou em uma filosofia eclética composta principalmente de elementos do cartesianismo moderado e do empirismo de Locke. 
O arminianismo sagrou-se como ortodoxia evangélica a partir de inúmeros escritos e apologias de Armínio e de seus seguidores.